# Woh
Woh – hinduska seria horrorów w języku hindi, która była emitowana w Zee TV w 1998 roku. Serial jest luźną adaptacją książki Stephena Kinga To. Wprowadzono wiele zmian w stosunku do oryginalnej historii. Cała seria dzieje się we współczesnych Indiach zamiast Ameryce lat 50. W serii mściwy duch o nazwie Woh nawiedza miasto Panchgani, w którym porywa i zabija dzieci. Ślady po jego czynach to wielokolorowe balony.

## Fabuła
Seria opowiada o przygodach siedmiu nastolatków: Ashutosh, Julie, Shiva, Raja, Ronnie, Sanjeev i Rahul, którzy walczą ze złym duchem. Wszystko rozpoczyna się w domu Ashutosha, gdy podczas jego nieobecności jego młodszy brat spotyka Woh. Młodszy brat Ashutosha „zaprzyjaźnia” się z Woh, który proponuje mu papierową łódkę. Gdy mały chłopiec chce wziąć łódkę Woh go zabija. Ashutosh to zauważa i próbuje uratować brata, ale nic po nim nie zostało. Opowiada tę historię swoim przyjaciołom, oni mu wierzą i za wszelką cenę chcą powstrzymać ducha. Próbowali się dowiedzieć jak pokonać złego ducha, nie znaleźli nic, a Woh zabijał więcej niewinnych dzieci. Pewnego dnia poznali Samidhę, która pokazała im czary, które mogą zabić Woh. Przyjaciele odnajdują kryjówkę Woh, zaprowadzają do niej Samidhę, która używa czarów na złym duchu. Woh umiera. Wszyscy przysięgają sobie, że jeśli demon wróci, oni też wrócą i go zniszczą jeszcze raz.

## Obsada
- Ashutosh Gowariker jako Ashutosh
- Lilliput jako Woh
- Nasirr Khan jako Raja
- Mamik Singh jako Rahul
- Anupam Bhattaacharya jako Sanjeev
- Seema Shetty jako Julie
- Ankush Mohla jako Shiva
- Amit Mistry jako Ronnie
- Shonali Malhotra jako Samidha
- Sukanya Kulkari jako żona Radhikiego Ashutosha
- Vicky Ahuja jako Ranjeet
- Shreyas Talpade jako młody Ashutosh
- Sumeet Goradia jako młody Ronnie
- Ankur Javeri jako młoda Raja
- Juhi Parmar jako młoda Samidha
- Sulabha Deshpande jako matka Woh
- Parzan Dastur jako młody Siddharth/Woh
- Manoj Joshi jako Amit
- Daya Shankar Pandey jako Chandu
- Ramesh Goyal jako Salim bhai
- Raul Dias jako Chikki